# 良円
良円（りょうえん、治承3年7月13日（1179年8月17日）- 承久2年1月14日（1220年2月19日））は、平安時代末期から鎌倉時代前期にかけての興福寺の僧。父は太政大臣九条兼実、兼実の同母弟である慈円の弟子であり後に天台座主となった良快とは同母兄弟である。

## 略歴
文治5年（1189年）、父の意向で出家し興福寺に入り、別当職を辞したばかりの信円に師事して法相教学を受けた。建久7年（1196年）には18歳にして維摩会の講師となり、その優れた才能故に師である信円や父である兼実のみならず、父の政敵であった源通親の弟である雅縁などからも将来を嘱望され、承元元年（1207年）に雅縁の跡を襲う形で興福寺別当職に就いた。
しかしながら生来病弱であったらしく別当職の激務に耐えられず、翌承元2年（1208年）にわずか1年あまりでその職を辞し、建保6年（1218年）に再度別当職に就いていた雅縁の後継として別当職に補され僧正となったものの、在任中の承久2年（1220年）に院主を務めていた一乗院で没している。